# Saison 4 de Rick et Morty
Chronologie
Saison 3 Saison 5
La quatrième saison de Rick et Morty est diffusée pour la première fois aux États-Unis sur Adult Swim entre le 10 novembre 2019 et le 31 mai 2020. Elle est constituée de 10 épisodes diffusés en deux temps.
En France, elle est diffusée dès le 11 novembre 2019 en version originale sous-titrée français sur Toonami dans la case [adult swim], à raison d'un épisode par semaine (soit 24h après sa diffusion aux États-Unis). La diffusion en version française a débuté le 14 février 2020.
La diffusion de la seconde partie de la saison est prévue pour le 3 mai 2020 aux États-Unis et le 4 mai 2020 en France en version originale sous-titrée français.

## Épisodes
| No. | #  | Titre                                                                          | Réalisation   | Scénario                     | Date de diffusion | Date de diffusion                              | Audience |
| --- | -- | ------------------------------------------------------------------------------ | ------------- | ---------------------------- | ----------------- | ---------------------------------------------- | -------- |
| 32 | 1  | Edge of Tomorty: Rick Die Rickpeat                                             | Erica Hayes   | Mike McMahan                 | 10 novembre 2019  | 11 novembre 2019 (VOSTFr) 14 février 2020 (VF) | 2,33     |
| Rick et Morty récupèrent des cristaux prédisant la mort. Se voyant mourir auprès de Jessica, Morty fait tout pour que cette version se réalise.                                                                                      |    |                                                                                |               |                              |                   |                                                |          |
| 33 | 2  | Le Vieil Homme et la merde The Old Man and the Seat                            | Jacob Hair    | Michael Waldron              | 17 novembre 2019  | 18 novembre 2019 (VOSTFr) 21 février 2020 (VF) | 1.67     |
| Rick cherche qui a utilisé ses WC secrets tandis que Jerry et Morty essaient d’empêcher l’utilisation d’une appli de rencontre qui sème la zizanie sur Terre.                                                                        |    |                                                                                |               |                              |                   |                                                |          |
| 34 | 3  | Vol au-dessus d'un nid de Morty One Crew over the Crewcoo's Morty              | Bryan Newton  | Caitie Delaney               | 24 novembre 2019  | 25 novembre 2019 (VOSTFr) 28 février 2020 (VF) | 1.61     |
| Rick et Morty participent à une compétition de braquage durant laquelle les robots qui sont censés les aider les menacent. |    |                                                                                |               |                              |                   |                                                |          |
| 35 | 4  | C'est mon dragon et bien plus encore Claw and Hoarder: Special Ricktim's Morty | Anthony Chun  | Jeff Loveness                | 8 décembre 2019   | 9 décembre 2019 (VOSTFr) 6 mars 2020 (VF)      | 1.63     |
| Morty adopte un dragon mais ce dernier a plus d'affinités avec Rick, une infidélité passible d'exécution selon les lois du monde magique.                                                                                            |    |                                                                                |               |                              |                   |                                                |          |
| 36 | 5  | Rattlestar Ricklactica                                                         | Jacob Hair    | James Siciliano              | 15 décembre 2019  | 16 décembre 2019 (VOSTFr) 13 mars 2020 (VF)    | 1.32     |
| Tandis que Jerry prépare Noël, Morty provoque la mort d’un serpent spatial et décide de réparer son erreur. Mais la planète serpent contre-attaque.                                                                                  |    |                                                                                |               |                              |                   |                                                |          |
| 37 | 6  | Rickstoires sans fin Never Ricking Morty                                       | Erica Hayes   | Jeff Loveness                | 3 mai 2020        | 4 mai 2020 (VOSTFr) 25 septembre 2020 (VF)     | 1.55     |
| Rick et Morty sont piégés à bord d'un train où des récits divers et variés s'entremêlent, brouillant la réalité. |    |                                                                                |               |                              |                   |                                                |          |
| 38 | 7  | ProMortyus                                                                     | Bryan Newton  | Jeff Loveness                | 10 mai 2020       | 11 mai 2020 (VOSTFr) 25 septembre 2020 (VF)    | 1.34     |
| Après avoir échappé à l'emprise de parasites qui les contrôlaient, Rick et Morty vont devoir empêcher l'invasion de la Terre planifiée par cette race de parasites.                                                                  |    |                                                                                |               |                              |                   |                                                |          |
| 39 | 8  | L'Épisode de la cuve d'acide The Vat of Acid Episode                           | Jacob Hair    | Jeff Loveness et Albro Lundy | 17 mai 2020       | 18 mai 2020 (VOSTFr) 25 septembre 2020 (VF)    | 1.26     |
| À la demande de Morty, Rick lui fabrique un appareil lui permettant, à l'instar des jeux vidéos, de sauvegarder un moment dans le temps. Morty prend alors du bon temps, profitant qu'aucune de ses actions n'aient de conséquences. |    |                                                                                |               |                              |                   |                                                |          |
| 40 | 9  | Childrick of Morty                                                             | Kyounghee Lim | James Siciliano              | 24 mai 2020       | 25 mai 2020 (VOSTFr) 25 septembre 2020 (VF)    | 1.22     |
| Alors que Jerry entendait emmener toute la famille leur faire découvrir le camping, Beth oblige son père à prendre ses responsabilités lorsqu'il apprend qu'il va de nouveau être père.                                              |    |                                                                                |               |                              |                   |                                                |          |
| 41 | 10 | La Pire contre-attaque Star Mort Rickturn of the Jerri                         | Erica Hayes   | Anne Lane                    | 31 mai 2020       | 1er juin 2020 (VOSTFr) 25 septembre 2020 (VF)  | 1.30     |
| Beth, devenue une redoutable rebelle contre la fédération galactique, retourne sur Terre pour éclaircir un point avec son père Rick. Est-elle l'originale ou le clone créé par Rick ?                                                |    |                                                                                |               |                              |                   |                                                |          |